# Andreas Pereira
Andreas Pereira, né le 1er janvier 1996 à Duffel en Belgique, est un footballeur international brésilien, d'origine belge, qui joue au poste de milieu de terrain au Fulham FC.

## Biographie

### En club
Il marque son premier but en League Cup face à Ipswich Town (3-0), il se fera prêter au Grenade CF lors de la saison 2016-2017 et ensuite au Valence CF en 2017-2018.
Lors de la saison 2018-2019, il joue face à Leicester City (victoire 2-1), il réalise une performance en marquant un but de 25 mètres face à Southapmton. Il remportera le prix du but de l'année de Manchester United, en fin de saison.
Le 1er octobre 2020, il est prêté à la SS Lazio.
Le 20 août 2021 il est de nouveau prêté à Flamengo.
Après plusieurs saisons en prêt, il est officiellement transféré en juillet 2022 à Fulham FC pour 4 ans contre une indemnité de 9.4 M€.

### En sélections nationales
Andreas Pereira joue pour la Belgique dans les catégories de jeunes, avant d'opter pour la sélection brésilienne.
Il participe avec la sélection brésilienne à la Coupe du monde des moins de 20 ans 2015 organisée en Nouvelle-Zélande. Lors de la compétition, il joue six matchs et inscrit deux buts. Il marque un but lors de la finale perdue face à la Serbie.
Le 10 mai 2024, il figure dans la liste des joueurs retenus par Dorival Júnior pour participer à la Copa América 2024. 

## Statistiques

### En club
| Saison                | Club                  | Championnat           | Championnat | Championnat | Championnat | Coupe nationale | Coupe nationale | Coupe nationale | Coupe de la Ligue | Coupe de la Ligue | Coupe de la Ligue | Compétition(s) continentale(s) | Compétition(s) continentale(s) | Compétition(s) continentale(s) | Compétition(s) continentale(s) | Autres compétitions | Autres compétitions | Autres compétitions | Autres compétitions | Total | Total | Total |
| Saison                | Club                  | Division              | M.          | B.          | P.d.        | M.              | B.              | P.d.            | M.                | B.                | P.d.              | Comp.                          | M.                             | B.                             | P.d.                           | Comp.               | M.                  | B.                  | P.d.                | M.    | B.    | P.d.  |
| 2014-2015             | Manchester United     | Premier League        | 1           | 0           | 0           | -               | -               | -               | 1                 | 0                 | 0                 | -                              | -                              | -                              | -                              | -                   | -                   | -                   | -                   | 2     | 0     | 0     |
| 2015-2016             | Manchester United     | Premier League        | 4           | 0           | 0           | 2               | 0               | 0               | 2                 | 1                 | 0                 | C1+C3                          | 1+2                            | 0+0                            | 0+0                            | -                   | -                   | -                   | -                   | 11    | 1     | 0     |
| 2018-2019             | Manchester United     | Premier League        | 15          | 1           | 1           | 3               | 0               | 0               | -                 | -                 | -                 | C1                             | 4                              | 0                              | 0                              | -                   | -                   | -                   | -                   | 22    | 1     | 1     |
| 2019-2020             | Manchester United     | Premier League        | 25          | 1           | 3           | 4               | 0               | 1               | 5                 | 0                 | 0                 | C3                             | 6                              | 1                              | 0                              | -                   | -                   | -                   | -                   | 40    | 2     | 4     |
| Sous-total            | Sous-total            | Sous-total            | 45          | 2           | 4           | 9               | 0               | 1               | 8                 | 1                 | 0                 | -                              | 13                             | 1                              | 0                              | -                   | -                   | -                   | -                   | 75    | 4     | 5     |
| 2016-2017             | Grenade CF (prêt)     | Liga                  | 35          | 5           | 3           | 2               | 0               | 0               | -                 | -                 | -                 | -                              | -                              | -                              | -                              | -                   | -                   | -                   | -                   | 37    | 5     | 3     |
| 2017-2018             | Valence CF (prêt)     | Liga                  | 23          | 1           | 4           | 6               | 0               | 1               | -                 | -                 | -                 | -                              | -                              | -                              | -                              | -                   | -                   | -                   | -                   | 29    | 1     | 5     |
| 2020-2021             | SS Lazio (prêt)       | Serie A               | 26          | 1           | 2           | 2               | 0               | 1               | -                 | -                 | -                 | C1                             | 5                              | 0                              | 1                              | -                   | -                   | -                   | -                   | 33    | 1     | 4     |
| 2021                  | Flamengo (prêt)       | Serie A               | 18          | 5           | 1           | 3               | 0               | 0               | -                 | -                 | -                 | CL                             | 3                              | 0                              | 0                              | -                   | -                   | -                   | -                   | 24    | 5     | 1     |
| 2022                  | Flamengo (prêt)       | Serie A               | 13          | 2           | 1           | 1               | 0               | 0               | -                 | -                 | -                 | CL                             | 7                              | 1                              | 1                              | CAR (en)            | 6+2                 | 0+0                 | 0+0                 | 29    | 3     | 2     |
| Sous-total            | Sous-total            | Sous-total            | 31          | 7           | 2           | 4               | 0               | 0               | -                 | -                 | -                 | -                              | 10                             | 1                              | 1                              | -                   | 8                   | 0                   | 0                   | 53    | 8     | 3     |
| 2022-2023             | Fulham FC             | Premier League        | 33          | 4           | 6           | 5               | 1               | 0               | -                 | -                 | -                 | -                              | -                              | -                              | -                              | -                   | -                   | -                   | -                   | 38    | 5     | 6     |
| 2023-2024             | Fulham FC             | Premier League        | 37          | 3           | 7           | 2               | 0               | 0               | 5                 | 0                 | 2                 | -                              | -                              | -                              | -                              | -                   | -                   | -                   | -                   | 44    | 3     | 9     |
| 2024-2025             | Fulham FC             | Premier League        | 33          | 2           | 6           | 4               | 0               | 1               | -                 | -                 | -                 | -                              | -                              | -                              | -                              | -                   | -                   | -                   | -                   | 37    | 2     | 7     |
| Sous-total            | Sous-total            | Sous-total            | 103         | 9           | 19          | 11              | 1               | 1               | 5                 | 0                 | 2                 | -                              | -                              | -                              | -                              | -                   | -                   | -                   | -                   | 119   | 10    | 22    |
| Total sur la carrière | Total sur la carrière | Total sur la carrière | 263         | 25          | 34          | 34              | 1               | 4               | 13                | 1                 | 2                 | -                              | 28                             | 2                              | 1                              | -                   | 8                   | 0                   | 0                   | 346   | 29    | 41    |

### En sélections nationales
| Saison                | Sélection             | Phases finales        | Phases finales | Phases finales | Phases finales | Éliminatoires CDM | Éliminatoires CDM | Éliminatoires CDM | Matchs amicaux | Matchs amicaux | Matchs amicaux | Total | Total | Total |
| Saison                | Sélection             | Compétition           | M              | B              | Pd             | M                 | B                 | Pd                | M              | B              | Pd             | M     | B     | Pd    |
| --------------------- | --------------------- | --------------------- | -------------- | -------------- | -------------- | ----------------- | ----------------- | ----------------- | -------------- | -------------- | -------------- | ----- | ----- | ----- |
| 2018-2019             | Brésil                | Copa América 2019     | -              | -              | -              | -                 | -                 | -                 | 1              | 0              | 0              | 1     | 0     | 0     |
| 2023-2024             | Brésil                | Copa América 2024     | 3              | 0              | 0              | -                 | -                 | -                 | 4              | 1              | 0              | 7     | 1     | 0     |
| 2024-2025             | Brésil                | Coupe du monde 2026   | -              | -              | -              | 2                 | 1                 | 0                 | -              | -              | -              | 2     | 1     | 0     |
| Total sur la carrière | Total sur la carrière | Total sur la carrière | 3              | 0              | 0              | 2                 | 1                 | 0                 | 5              | 1              | 0              | 10    | 2     | 0     |

## Palmarès

### En club
Flamengo
- Vice-champion en 2021.

### En sélections nationales
- Finaliste de la Coupe du monde des moins de 20 ans 2015 avec l'équipe du Brésil U20.